# Deutsch Kurzhaar
Der Deutsch Kurzhaar, auch Deutsch-Kurzhaar oder Deutscher Kurzhaariger Vorstehhund, ist eine von der FCI anerkannte deutsche Hunderasse (FCI-Gruppe 7, Sektion 1.1, Standard Nr. 119).

## Herkunft und Geschichtliches
Der Deutsch Kurzhaar hat seinen Ursprung bei den alten deutschen Vorstehhunden, die im 18. und frühen 19. Jahrhundert aus dem Spanischen Pointer hervorgegangen sind. Optisch ähnelte er mit seinem schweren Körper und in seiner Färbung dem Bracco Italiano. Welche Hunderassen im Einzelnen für die Zucht dieses schweren Typen verwendet wurden, lässt sich nicht mehr genau historisch belegen, jedoch werden in verschiedenen Quellen Parforce-Hunde, wie der St. Hubertus oder der Bloodhound, genannt.
Zur Veredlung des schweren Hundes wurden später u. a. der Englische Pointer und die Französische Bracke eingekreuzt und man ging zu dem schlankeren hochbeinigeren Typ über. Vom Pointer bekam man auch die temperamentvolle Suche mit hoher Nase.

## Beschreibung
Der Deutsch Kurzhaar wird bis 66 cm groß. Sein Haar ist kurz und dicht, soll sich derb und hart anfühlen in vielen Variationen von einfarbig braunen Hunden bis Braunschimmel, Schwarzschimmel, schwarz, weiß, jeweils mit Platten, Tupfen. Das kurze Fell der Hunde ist relativ pflegeleicht. Die Ohren sind mäßig lang, hoch und breit angesetzt, glatt und ohne Drehung dicht am Kopf herabhängend, unten abgerundet.

## Verwendung
Als Vorsteh- und Jagdhund eignet sich der Deutsch Kurzhaar für die Jagd, hat einen ausgezeichneten Geruchssinn, wird für die Nachsuche ausgebildet und apportiert gut. Er lässt sich leicht abrichten und ist zudem ein anhänglicher Begleithund.
Er passt sich gut an das Leben in der Familie an und ist bei richtigem Umgang freundlich zu Kindern, jedoch benötigt er viel Bewegung und entsprechende Aufgaben, da er ein Jagdhund mit viel Energie ist. Geeignete Beschäftigungen sind alle Formen der Nasenarbeit, wie Fährtenarbeit (Mantrailing) und Apportiertraining. Seit den 1950er Jahren wird er auch im Norden Europas als Schlittenhund verwendet.
Auch in den USA ist der Deutsch Kurzhaar wegen seiner Anpassungsfähigkeit und vielseitigen jagdlichen Verwendbarkeit (Feld-, Wald- und Wasserarbeit) sehr beliebt.